# 2216 Kerch
2216 Kerch је астероид главног астероидног појаса чија средња удаљеност од Сунца износи 3,016 астрономских јединица (АЈ).
Апсолутна магнитуда астероида је 10,8.